# La Fille du Z
La Fille du Z est le premier album de la série Zorglub écrit et dessiné par José Luis Munuera.
L'histoire est publiée pour la première fois dans le journal Spirou du no 4117 au no 4125, puis sous forme d'album en juin 2017.

## Résumé
Zorglub a une fille. Elle s'appelle Zandra et elle a 16 ans. Son père ne voit pas d'un bon œil sa relation avec André, son petit ami, et il n'hésite pas à envoyer des robots pour ramener Zandra à la maison.
Il s'ensuit un psychodrame familial à la suite duquel Zorglub, en colère, va déclencher, par erreur, un projet expérimental dont la conséquence sera de transformer une ville entière en île.

## Univers

### Historique
Zorglub est un personnage de fiction créé par André Franquin et Greg, et apparu pour la première fois dans la bande dessinée Z comme Zorglub de la série Spirou et Fantasio en 1959.
C'est José Luis Munuera, qui avait travaillé sur la série principale et avait déjà animé le personnage de Zorglub dans l'album Aux Sources du Z, qui a proposé aux éditions Dupuis, propriétaire du personnage de Zorglub, de créer une série dérivée avec celui-ci, près de dix ans après avoir été évincé de la série mère. Munuera a pu travailler librement son projet, Dupuis lui ayant fait toute confiance et l'ayant laissé travailler en toute liberté sur son album.

### Analyse
José Luis Munuera estime que Zorglub est l'un des méchants les plus réussis de la bande dessinée européenne et qu'à ce titre, il méritait bien une série parallèle. Il trouvait intéressant d'opposer une adolescente à un adulte immature qui refuse de grandir, comme Zorglub, alors que lui-même avait justement une fille qui sortait de l'adolescence et une autre qui y entrait. N'étant ni spécialiste en robotique ni scientifique, il a préféré s'intéresser davantage aux questions psychologiques que scientifiques, avec un petit groupe de personnages très différents dont les relations se développent au fur et à mesure. Le récit est ainsi une comédie de situation sur le conflit des générations, dans laquelle Zorglub, bien que toujours en quête de reconnaissance, s’efforce d’être un bon père, et qui se transforme peu à peu en une superproduction à grand spectacle.

## Publication

### Périodiques
- Journal Spirou : du no 4117 du 8 mars 2017 au no 4125 du 3 mai 2017[4]

### Albums
- Édition originale : 62 planches, format normal, le titre et le dos sont imprimés en surbrillance. Les planches 42 à 47 se déplient et forment une frise/plan, Dupuis, 2017 (DL 06/2017) (ISBN 978-2-8001-7013-8)[5]
- Édition de luxe : 112 planches, grand format. Limitée à 300 exemplaires commercialisés (numérotés). Les illustrations de couvertures avant et arrière sont inédites. L'album est augmenté de bonus en couleurs, suivi d'une version noir et blanc de l'histoire. Il est accompagné de deux ex-libris dont l'un est signé par l'auteur. Dupuis, (DL 06/2017) (ISBN 978-2-930763-14-9)[5]